# Balonmano en los Juegos Asiáticos
El Balonmano en los Juegos Asiáticos se celebró por primera vez en la edición de 1982 en Nueva Deli en la rama masculina, ya que en femenil se jugó por primera vez en la edición de 1990; y ha estado en el programa de los juegos desde entonces debido a que el balonmano forma parte del programa de los Juegos Olímpicos.
Corea del Sur domina el medallero tanto en masculino como en femenino.

## Medallero
| #     | País               | Oro | Plata | Bronce | Total |
| ----- | ------------------ | --- | ----- | ------ | ----- |
| 1     | Corea del Sur      | 13  | 1     | 3      | 17    |
| 2     | China              | 2   | 3     | 3      | 8     |
| 3     | Catar              | 2   | 1     | 1      | 4     |
| 4     | Kuwait             | 1   | 2     | 0      | 3     |
| 5     | Japón              | 0   | 6     | 6      | 12    |
| 6     | Kazajistán         | 0   | 2     | 1      | 3     |
| 7     | Brunéi             | 0   | 1     | 1      | 2     |
|       | Irán               | 0   | 1     | 1      | 2     |
| 9     | Corea del Norte    | 0   | 1     | 0      | 1     |
| 10    | República de China | 0   | 0     | 1      | 1     |
|       | Arabia Saudita     | 0   | 0     | 1      | 1     |
| Total | Total              | 18  | 18    | 18     | 54    |